# Tia Maria

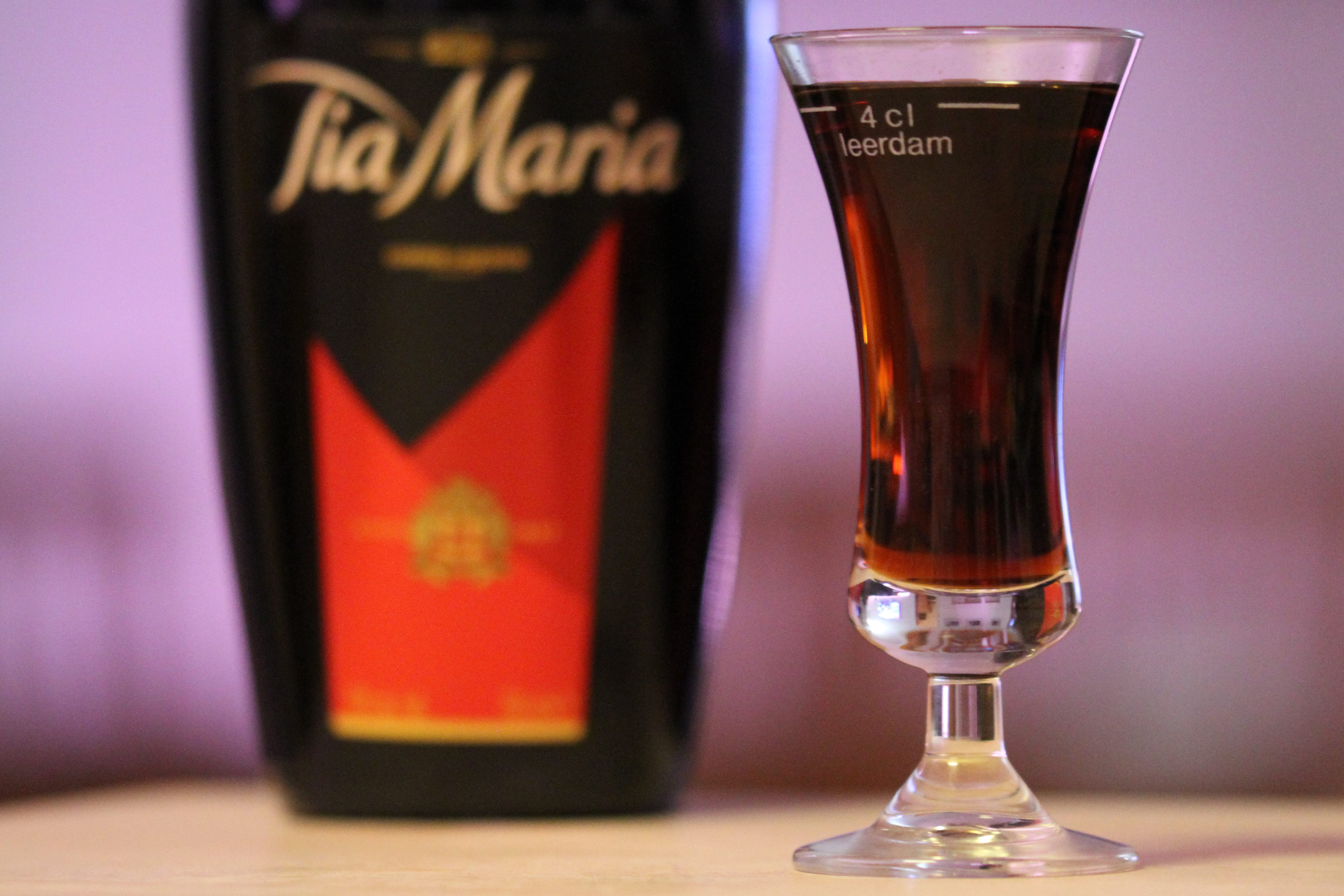
Tia Maria

Tia Maria – likier kawowy pochodzenia jamajskiego o zawartości alkoholu poniżej 27%, z dodatkiem przypraw i ziół.

## Historia
Trunek wynaleziono w XVII w. Legenda głosi, że recepturę otrzymała niewolnica za pomoc w ucieczce hiszpańskim właścicielom przed angielskimi najeźdźcami. Niewolnica nazywała się Tia Maria (ciocia Maria) i przybyła na Jamajkę. 
Masową produkcję zaczęto dopiero w II połowie XX wieku. Do wyrobu używa się leżakowanego rumu (przynajmniej pięcioletniego), ziaren kawy (odmiany 'Blue Mountain'), przypraw (w tym wanilii) i ziół.

## Sposób serwowania
Tia Maria jest serwowana jako digestif (z lodem), polewa deserów bazujących na czekoladzie i dodatek aromatyzujący do kawy. Likier jest także podstawą niektórych koktajli, np. Black Russian i Sunburn. Jako jeden z nielicznych likierów dobrze komponuje się z colą.